# Mettupalayam, Coimbatore
Mettupalayam (tamil: மேட்டுப்பாளையம்) är en ort i Indien.   Den ligger i distriktet Coimbatore och delstaten Tamil Nadu, i den södra delen av landet, 1 900 km söder om huvudstaden New Delhi. Mettupalayam ligger 331 meter över havet och antalet invånare är 66 944.
Terrängen runt Mettupalayam är varierad. Runt Mettupalayam är det tätbefolkat, med 356 invånare per kvadratkilometer. Mettupalayam är det största samhället i trakten. Omgivningarna runt Mettupalayam är en mosaik av jordbruksmark och naturlig växtlighet.